# Paulus Folkertsma

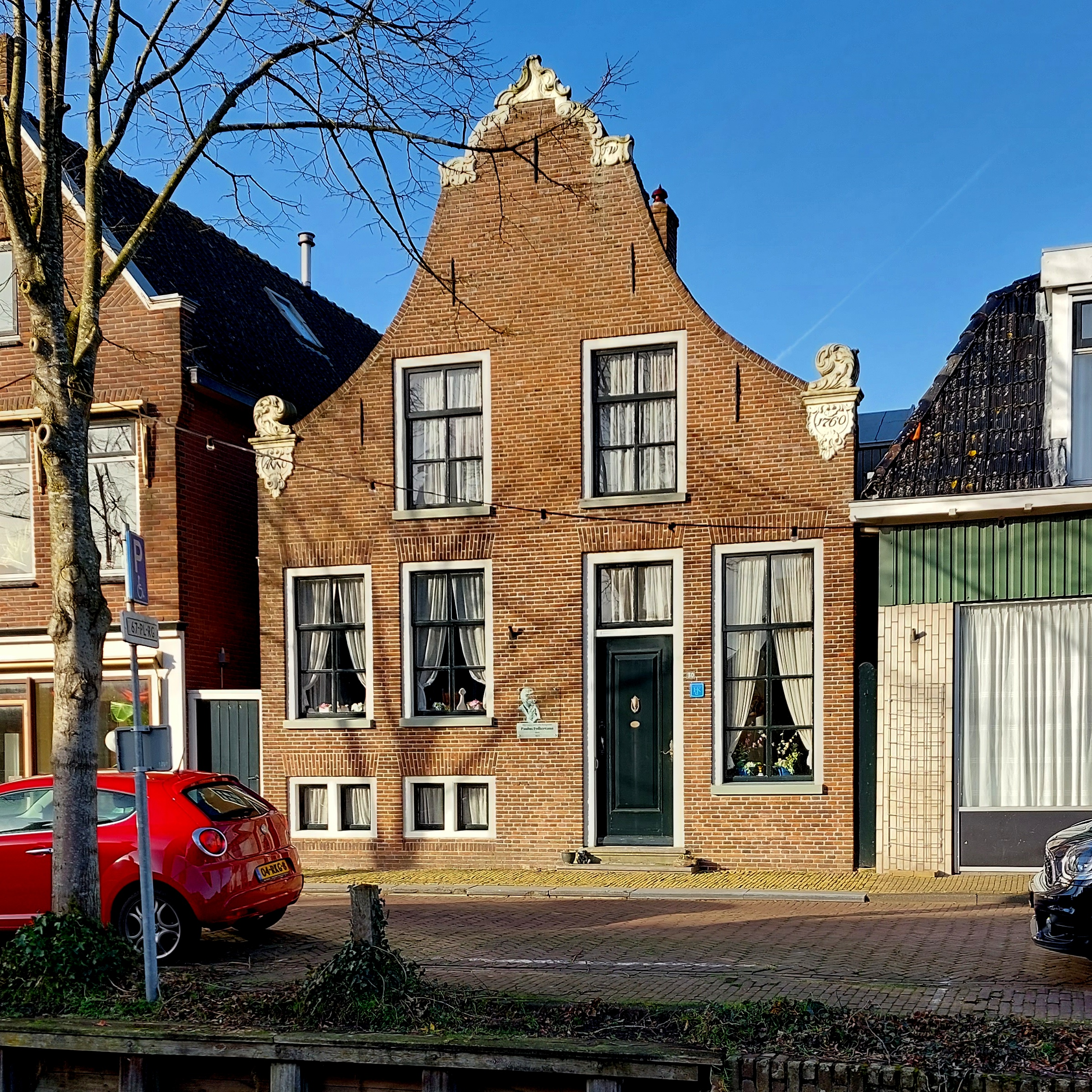
Woning van Paulus Folkertsma. Weaze 30, Oldeboorn, rijksmonument, eigendom van Hendrick de Keyser Monumenten.

Paulus Folkertsma (Wommels, 15 januari 1901 – Oldeboorn, 4 mei 1972) was een Nederlands componist en onderwijzer.

## Levensloop
Paulus Folkertsma werd in 1901 geboren in Wommels. Na verhuizing naar Berlikum leerde hij van meester Jan Groenewold vioolspelen. Later volgde hij in Leeuwarden piano- en harmonielessen bij Willem Zonderland en werd hij musicus bij het Fries Kamerorkest. Hij haalde zijn onderwijsakte aan de Kweekschool voor onderwijzers in Maastricht. In Oldeboorn is hij meer dan veertig jaar onderwijzer aan de lagere school geweest. Hij onderwees de Friese taal aan de hand van zelfgemaakte leesplankjes. 
In 1956 trouwde hij op 55-jarige leeftijd met de jonge Oostenrijkse Helga Khek, die hij had ontmoet in Wenen.
Het echtpaar kreeg vier kinderen. In 1960 kwam het gezin Folkertsma te wonen op Weaze 30 te Oldeboorn.
Als componist was hij autodidact. Ook schreef hij het jeugdboek Jan de spulweinjonge (1969) en was bestuurslid van het Boun fan Fryske keunstners.

## Composities
Paulus Folkertsma heeft 77 officiële opusnummers nagelaten, het werkelijke aantal bedraagt meer dan honderd. Het gaat daarbij om orgelwerken, liederen, werken voor symfonieorkest, cantates, operettes en kamermuziek voor de meest uiteenlopende bezettingen.
- Tien werken voor orkest
- Toneelmuziek bij "Simson" van Fedde Schurer (1947)
- Herdenkingscantate Wer binn' de fjilden grien (Weer zijn de beemden groen), teksten van Douwe Tamminga en Fedde Schurer declamatie, gemengd koor en orkest -12 stemmen- op. 32 (gecomponeerd voor de bevrijding 1945 en is jarenlang opgevoerd in de Grote of Martinikerk in Sneek)[9]
- Muziek bij de feestelijke herdenking van Gysbert Japicx op. 68 (1965)
- De Jonkerboer (1946), opera in twee bedrijven naar Rimen en teltsjes van de gebroeders Halbertsma en libretto van Ype Poortinga, (in 1950 werd de opera in aanwezigheid van koningin Juliana en prins Bernhard in De Harmonie opgevoerd).
- Strijkkwartet “In Memoriam” voor drie geallieerde vliegers (1943)
- Ongeveer 50 liederen op teksten van Friese dichters Obe Postma, Rixt, Fedde Schurer, Pieter Jelles Troelstra, Douwe Kalma en anderen.

## Eerbetoon
In 1971 werd voor zijn zeventigste verjaardag een concert in de hervormde kerk van Oldeboorn gegeven. Folkertsma bedankte allen die hem deze eer gebracht hadden met de woorden  Dizze joun hat my it gefoel jown dat ik net forgees arbeide ha.
Dirk Meijer en Hans Algra gingen in 1991 zoek naar het nagelaten werk van Folkertsma. Er werd onder andere materiaal gevonden in het Frysk Letterkundich Museum en Dokumintaasjesintrum, de Provinciale Bibliotheek van Friesland en een aantal orkesten en koren. Op initiatief van Stichting Paulus Folkertsma Ta Eara (later de Paulus Folkertsma Stichting) werd er een cd's uitgebracht. Op 16 april 1992 wijdde musicus en presentator Han Reiziger een radioprogramma aan de muziek van Folkertsma. Reiziger, Meijer en Algra karakteriseren de muziek van Folkertsma als 'romantiek uit de 20e eeuw'. Het is niet eenvoudig Folkertsma’s stijl te beschrijven. In het Frysk Musyk Argyf is het werk van Folkertsma bijeengebracht.
In 2018 werd in Oldeboorn met het eendaagse festival Midsimmertwirre (Midzomerwerveling) het leven en werk van componist Folkertsma gevierd.
Op 24 september 2024 werd een borstbeeld onthuld. Het beeld aan de Ald Swettebuorren in Oldeboorn is gemaakt door beeldhouwer Ben van der Geest.

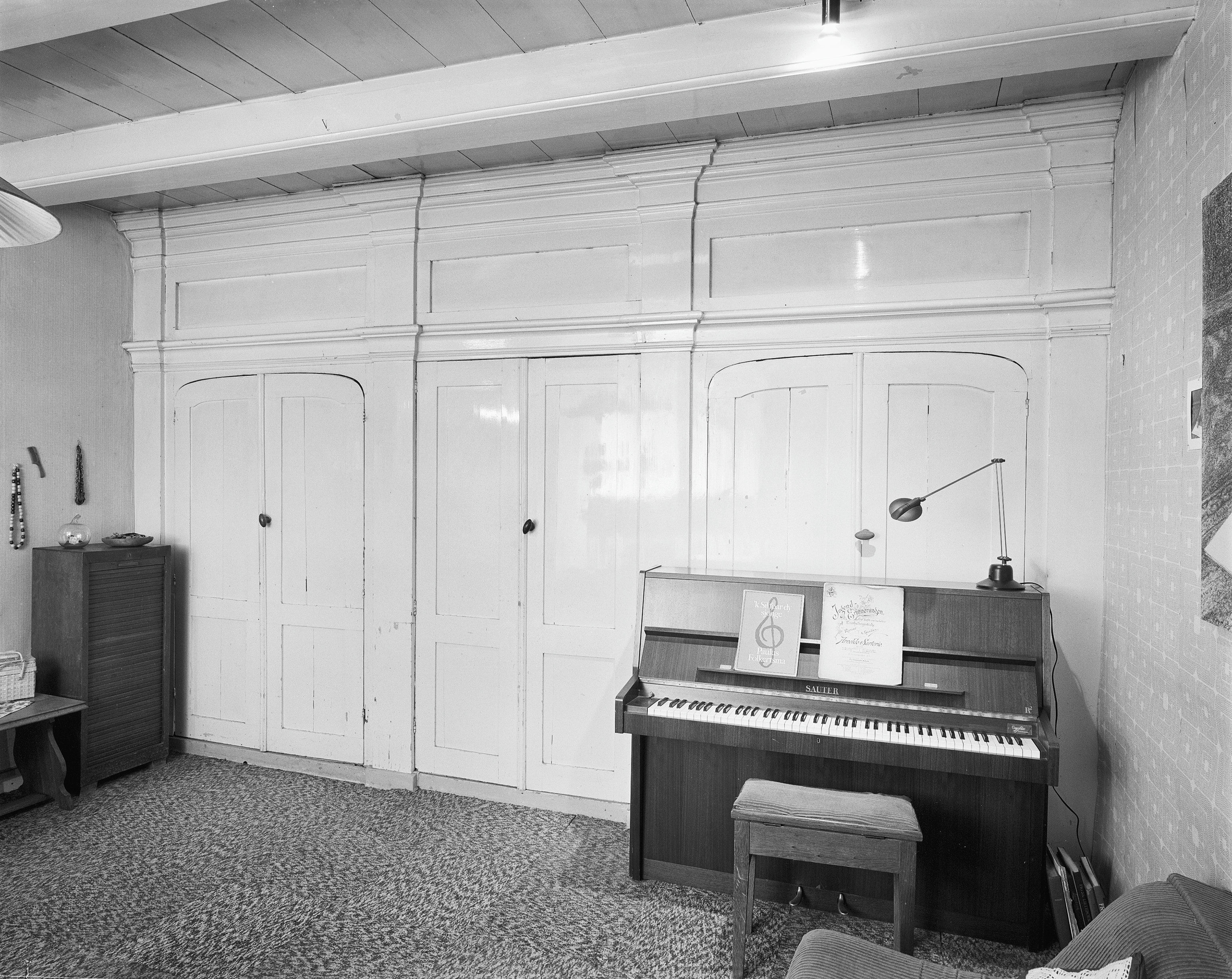
Interieur met piano (1992)
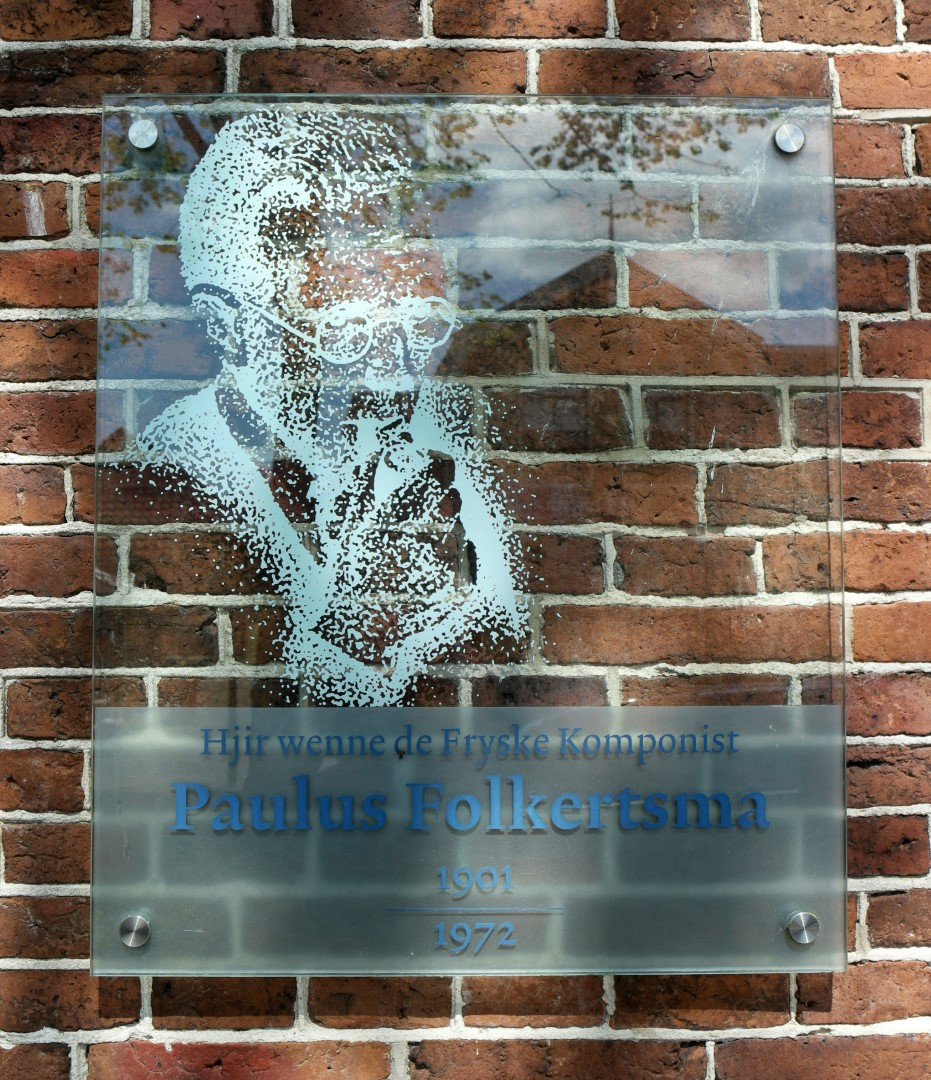
Paulus Folkertsma woning
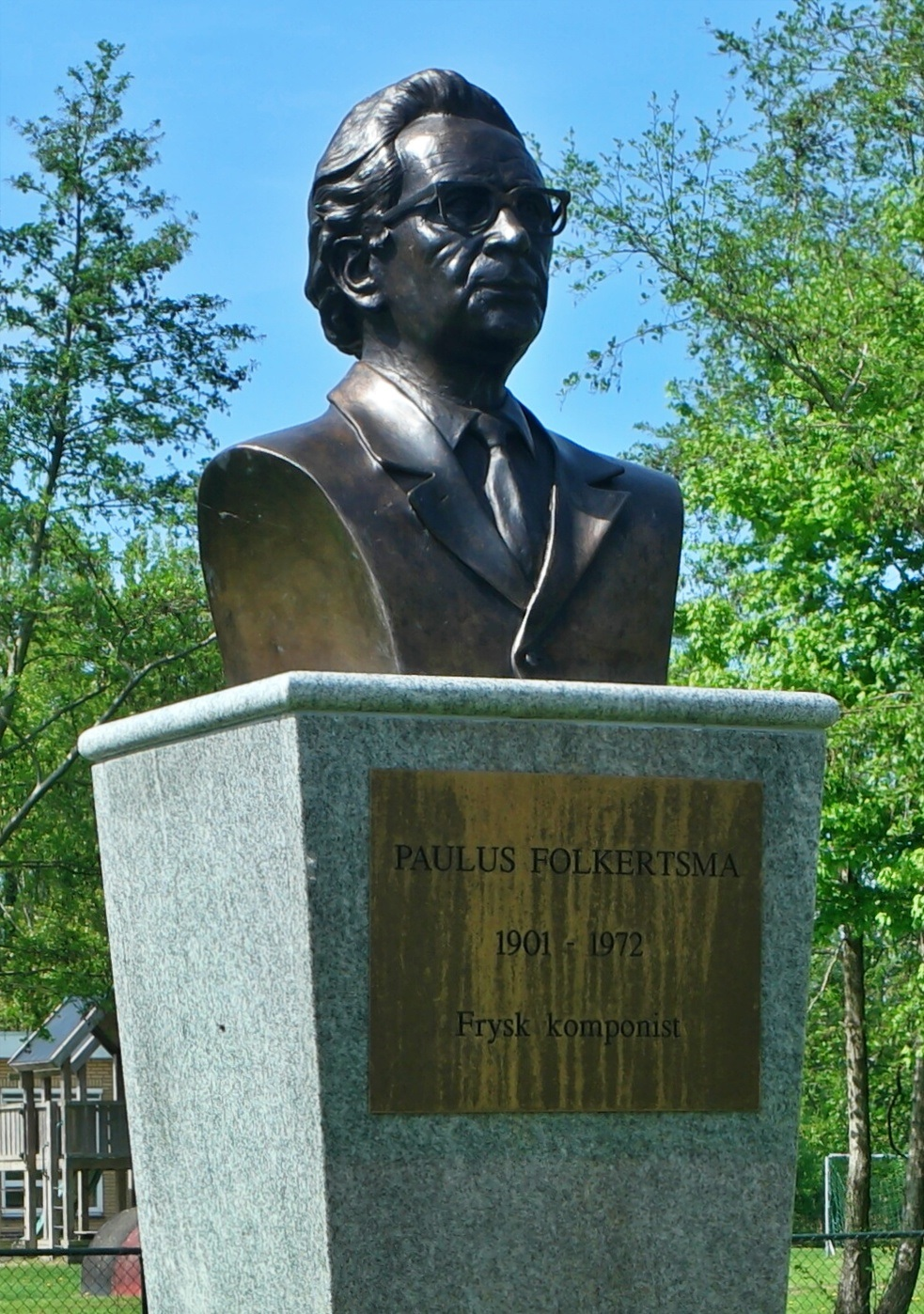
Beeld Paulus Folkertsma